# Setup del Año
El premio Setup del Año es un premio otorgado a los mejores relevistas en la Liga Venezolana de Béisbol Profesional (LVBP). Desde la temporada 2008-09 se dividió en las categorías específicas Cerrador del Año y Setup del Año, ganándolo por primera vez el lanzador estadounidense Luke Gregerson de los Bravos de Margarita.
Los miembros de los Tigres de Aragua y los Navegantes del Magallanes son los equipos que han ganado el mayor número de premios (con 3), seguidos muy de cerca por los Bravos de Margarita (2). Ricardo Gómez de los Cardenales de Lara es el actual poseedor del premio.

## Ganadores
| Año | Enlace al artículo de la temporada correspondiente de la Liga Venezolana de Béisbol Profesional |
| †   | Miembro del Salón de la fama y museo del béisbol venezolano                                     |
| *   | Denota año en el que se compartió el premio                                                     |

| Año      | Lanzador               | Equipo                    | Récord | SV | Efec. | K  | Ref. |
| -------- | ---------------------- | ------------------------- | ------ | -- | ----- | -- | ---- |
| 2008-09  | Luke Gregerson (1)     | Bravos de Margarita       | 3-1    | 0  | 0.82  | 18 |      |
| 2009-10  | Elio Serrano (1)       | Tiburones de La Guaira    | 4-0    | 2  | 3.58  | 18 |      |
| 2010-11  | Luis Ramírez (1)       | Bravos de Margarita       | 3-0    | 2  | 1.46  | 25 |      |
| 2011-12  | Yohan Pino (1)         | Tigres de Aragua          | 5-2    | 1  | 1.97  | 37 |      |
| 2012-13  | Jean Carlos Toledo (1) | Caribes de Anzoátegui     | 2-2    | 0  | 1.35  | 8  |      |
| 2013-14  | Aaron Thompson (1)     | Tigres de Aragua          | 2-1    | 0  | 5.25  | 9  |      |
| 2014-15* | Deolis Guerra (1)      | Navegantes del Magallanes | 1-0    | 0  | 4.24  | 20 |      |
| 2014-15* | Jorge Rondón (1)       | Tigres de Aragua          | 0-0    | 0  | 5.59  | 17 |      |
| 2015-16  | Zack Thornton (1)      | Navegantes del Magallanes | 0-0    | 0  | 4.02  | 9  |      |
| 2016-17  | José Flores (1)        | Navegantes del Magallanes | 0-0    | 1  | 2.45  | 37 |      |
| 2017-18  | Loiger Padrón (1)      | Leones del Caracas        | 5-0    | 0  | 2.52  | 27 |      |
| 2018-19  | Ricardo Gómez (1)      | Cardenales de Lara        | 2-2    | 0  | 2.92  | 17 |      |
| 2019-20  | Henry Rodríguez (1)    | Águilas del Zulia         | 1-2    | 0  | 5.79  | 17 | .    |
| 2020-21  | Iván Medina (1)        | Caribes de Anzoátegui     | 0-1    | 0  | 2.51  | 10 |      |